# Bose-Becken
Das Bose-Becken oder Baise-Becken (百色盆地,  Bósè péndì, englisch Bose Basin / Baise Basin) im Autonomen Gebiet Guangxi der Zhuang in Südchina erstreckt sich über ein Gebiet von 830 Quadratkilometer mit einer Länge von 109 km und einer Breite von 7 bis 14 km und ist ein paläogenes lakustrin-gefaltetes Becken.
Es ist ein bedeutender paläolithischer Fundort. Hier wurden unter anderem die ältesten in China entdeckten, 800.000 Jahre alten Steinwerkzeuge geborgen.
Zu den archäologischen Fundplätzen zählen Shangsong, Dongzeng, Hengshandao, Dawan, Shazhou, Yangwu, Cimu, Nanposhan, Jiangfeng und Datong, Bogu, Dafa, Xiaguo, Xiaomei und Nalian, Damei, Laikui, Nayin (Höhle), Napo, Pinghepo, Sanlei, Xinzhou, Ganlian, Bodu, Gaolingpo und Silin.